# Носа Іджебор
Носа Іджебор (англ. Nosa Igiebor, нар. 9 листопада 1990, Абуджа) — нігерійський футболіст, півзахисник. Грав за національну збірну Нігерії, у складі якої є володарем Кубка африканських націй 2013 року. 

## Клубна кар'єра
Народився 9 листопада 1990 року в місті Абуджа. Вихованець футбольної школи клубу «Шаркс». Дорослу футбольну кар'єру розпочав 2005 року в основній команді того ж клубу, в якій провів два сезони, взявши участь у 49 матчах чемпіонату. 
Наступні два сезони відіграв за «Варрі Вулвз», після чого 2009 року став гравцем норвезького «Ліллестрема». Після 2.5 років, проведених у Норвегії, перебрався до Ізраїлю. де протягом сезону захищав кольори тель-авівського «Хапоеля».
Своєю грою за останню команду привернув увагу представників тренерського штабу іспанського клубу «Реал Бетіс», до складу якого приєднався 2012 року на умовах чотирирічного . Відіграв за клуб з Севільї наступні два сезони своєї ігрової кар'єри. За результатами другого сезону «Бетіс» посів останню сходинку турнірної таблиці Прімери і залишив елітний дивізіон.
Наступного ж міжсезоння, влітку 2014 року, нігерієць залишив Іспанію і повернувся до Ізраїлю, цього разу приєднавшись до складу «Маккабі» (Тель-Авів), за який відіграв три роки.
Протягом 2017 року встиг пограти за турецький «Чайкур Різеспор» і канадський «Ванкувер Вайткепс», після чого перебрався на Кіпр, де протягом 2018–2019 років грав за «Анортосіс».

## Виступи за збірні
2011 року залучався до складу молодіжної збірної Нігерії. На молодіжному рівні зіграв у 6 офіційних матчах, забив 4 голи.
2011 року дебютував в офіційних матчах у складі національної збірної Нігерії. Протягом чотирьох років провів у формі головної команди країни 14 матчів, забивши 2 голи.
У складі збірної був учасником Кубка африканських націй 2013 року в ПАР, здобувши того року титул континентального чемпіона.

## Титули і досягнення
- Володар Кубка африканських націй (1): 2013
- Чемпіон Ізраїлю (1):

«Маккабі» (Тель-Авів): 2014-15
- Володар Кубка Ізраїлю (2):

«Хапоель» (Тель-Авів): 2011-12
«Маккабі» (Тель-Авів): 2014-15
- Володар Кубка Тото (1):

«Маккабі» (Тель-Авів): 2014-15